# Carmen (opera)
Carmen [kármen] je opera v štirih dejanjih Georga Bizeta. Libreto sta po noveli Prosperja Merimeeja napisala Henri Meilhac in Ludovic Halévy. Premiera opere je bila 3. marca 1875 v Parizu. Predstava je v začetku dobro kazala, potem pa so občinstvo vznemirile nove slogovne prvine v delu in kritiki so opero raztrgali. Meriméjevi zgodbi so očitali, da je prostaška, glasbo pa so ožigosali, češ da je »Wagnerjanska« in »disonantna«. Tri mesece kasneje je Bizet umrl v veri, da je Carmen neuspešno delo. Kmalu pa so opero začeli vsi hvaliti; med prvimi geniji kot Čajkovski, Brahms, Wagner in Nietzsche. Posebno veliki filozof ni skoparil s hvalo in jo je temeljito razčlenil v znamenitem spisu Primer Wagner (Der Fall Wagner, 1888), ki ga je zapisal tik, preden mu je bolezen vzela razum, v poslednjem naporu, da bi razkrinkal malike evropske civilizacije in z vso ostrino še enkrat zastavil njena ključna vprašanja. Predstavljajo dodatno zgostitev za tiste čase šokantnega sporočila opere. Bizetova mojstrovina je z enkratno skladnostjo oživila literarno predlogo in lik usodne ženske povzdignila v mit. Opera je še danes izjemno priljubljena. Njena glasbena in človeška zgodba je tako sugestivna, da so jo neštetokrat prirejali, ekranizirali, filmali in uprizarjali. Bizet, ki je bil eden najspretnejših mojstrov orkestracije svojega časa (o tem priča med drugim njegova  prozorna, schubertovska Simfonija v C-duru), je najbolj učinkovite trenutke opere priredil za simfonični orkester v dveh suitah. Veliki španski violinist Pablo de Sarasate (1844 - 1908) je njene melodije predelal v virtuozno suito za violino, ki je do danes preizkusni kamen za vsakega mojstra na tem instrumentu. Med najbolj znane predelave sodi tudi baletna suita Carmen Rodiona Ščedrina (*1932), ki jo je posvetil svoji ženi, slavni balerini Maji Pliseckaji. 
Bizetova opera je pokazala takšno zmožnost preživetja in spodbudila toliko obdelav in interpretacij zato, ker je Bizet ustvaril vrsto izjemno prepoznavnih pa vendar nikakor ne trivialnih melodij, pa tudi zato, ker v njej čutimo nepomirljiva nasprotja: boj za prevlado med moškim in neodvisno, neukrotljivo žensko naravo, nasprotje med civilizacijo in divjim svetom Ciganov in tihotapcev, ki mu pripada Carmen, notranji boj don Joséja, nasprotje med vodenim, kolektivnim svetom tobačne tovarne in svobodnim življenjem junakinje, nasprotje med hladnim celinskim svetom, ki mu pripadamo, in utripajočim Mediteranom, ki poje v Bizetovi glasbi. 

## Osebe
- Zuniga, oficir - bas
- Don José, narednik - tenor
- Morales, narednik - bariton
- Escamillo, bikoborec - bariton
- Dancairo in Remendado, voditelja tihotapcev - tenorja
- Carmen, ciganka - mezzosopran
- Micaela, kmečko dekle, Joséjeva zaročenka - sopran
- Frasquita in Mercedes, ciganki - sopran in alt
- Vojaki, tihotapci, dekleta, otroci, bikoborci, meščani, cigani in ljudstvo

## Vsebina
Godi se leta 1820 v Sevilji in njeni okolici.

### Prvo dejanje
Trg pred tovarno cigaret v Sevilli.
Moralesa in njegove vojake dolgočasi straža na mirnem trgu. Pride Micaëla, ki išče Joséja, svojega zaročenca in vojaka na dolžnosti v Sevilli. Vojaki jo predrzno ogovorijo in jo poskušajo za zabavo zadržati v svoji družbi. Micaëla jim uide. Kmalu pride José. Medtem v tovarni zazvoni za odmor in cigaretarice se gredo osvežit na trg. Med njimi je Carmen. Moški jo poželjivo opazujejo in sprašujejo, ali jih bo ljubila. Carmen jim v habaneri odgovori, da ljubi tistega moškega, ki ji ljubezni ne vrača. Ko jo spodbujajo, naj vendarle izbere ljubimca, vrže rožo pred Joséja. José obstane kot uročen. Iz sanjarjenja ga povleče Micaëla, ki mu izroči pismo in pritisne materin poljub. Joséja zajame domotožje. Čim Micaëla odide, zasliši krike iz tovarne. Ženske pritečejo na trg. José in njegov poveljnik Zuniga izvesta, da se je Carmen stepla. Zuniga skuša izprašati Carmen, vendar se ta ne meni zanj in zgolj posmehljivo prepeva. Zuniga ukaže Joséju, naj jo aretira in pospremi v zapor. Vendar Carmen s svojo segidiljo kaj hitro zapelje Joséja in ga napelje na to, da jo izpusti. Vojaki zdaj primejo Joséja, ker je Carmen omogočil, da je ušla.

### Drugo dejanje
Večer v gostilni Lillasa Pastie.
Carmen in njeni prijateljici Frasquita in Mercedes pojejo in plešejo. Zuniga skuša zapeljati Carmen, vendar je v njenih mislih José, ki je bil zaradi nje zaprt cel mesec. V gostilno stopi sloviti bikoborec Escamillo. Družba ga glasno pozdravi. Escamillo v zahvalo zapoje pesem in svoje čare preizkuša na poželjivi Carmen, ki pa ga lahkotno zavrne. Tihotapca Dancairo in Remendado razpravljata s Carmen in njenimi prijateljicami o svojih načrtih. Vendar Carmen ne odide z njimi; čaka Joséja. Ta prepevaje naposled prispe in ostane sam s Carmen. Carmen ga sprva izziva z zgodbami o svojem plesu, nato pa ga začne zapeljevati. Njeno pesem prekinejo trobente, ki kličejo vojake v vojašnico. José bi moral oditi, a je Carmen razjarjena, ker jo hoče pustiti samo in ubogati vojaški ukaz. José ji zagotavlja, da ji je resnično vdan; zapoje arijo z rožo. Carmen zahteva, naj ji vdanost dokaže s tem, da se pridruži tihotapcem in zbeži skupaj z njo. José jo zavrne in želi oditi, vendar ga preseneti Zuniga. Zuniga in njegov poveljnik sta pripravljena za boj s tihotapci, vendar ju cigani hitro razorožijo in odpeljejo. José nima več izbire – cigani so ga postavili na njihovo stran; zdaj mora zbežati s Carmen.

### Tretje dejanje
Kamnita soteska.
Tihotapci štejejo svoj izkupiček. Med njimi je tudi José, ki ga Carmen ne ljubi več, saj je dojela, da ji ni kos. Zdaj želi omrežiti Escamilla. Carmen, Frasquita in Mercedes prerokujejo usodo iz kart. Karte napovejo Frasquiti in Mercedes ljubezen in bogastvo, Carmen pa smrt. Tihotapci medtem načrtujejo nove podvige. V bližini se je znašla Micaëla, ki išče Joséja. K tihotapski družbi pride tudi Escamillo; Micaëla se skrije. Escamillo zaupa Joséju, da je zaljubljen v Carmen, in mu pove zgodbo o Carmen in nekem vojaku, ne da bi se zavedal, da je ta vojak prav José. Med tekmecema se razvname spopad, ki ga še pravočasno prekinejo tihotapci. Escamillo povabi tihotapce in Carmen na bikoborbo in odide. Zdaj se Micaëla pokaže Joséju in mu posreduje materino željo, naj jo čim prej obišče. Sprva José noče proč od Carmen, popusti šele, ko mu Micaëla pove, da je mati na smrtni postelji. Preden odide, se José zaobljubi, da se bo vrnil k Carmen. V daljavi se še sliši Escamillov glas, ki Carmen povsem prevzame in razbesni Joséja.

### Četrto dejanje
Trg pred areno v Sevilli.
Množica prihaja na bikoborbo in pozdravlja kvadriljo. Množica pozdravi tudi Escamilla in Carmen, ki v duetu poveličujeta slavo in ljubezen. Carmen doda, da še nikoli ni ljubila tako močno kot zdaj. Frasquita opozori Carmen, da je v množici skrit besni José. Ves obupan, jo José ustavi, preden vstopi v areno, in še zadnjič, skoraj blazen od ljubosumja, terja od nje ljubezni in zvestobe. Pri tem vztraja, tudi ko mu Carmen odločno zabrusi, da ga ne ljubi. José se komaj zadržuje, in ko Carmen zaničljivo vrže vanj prstan, ki ji ga je nekoč podaril v dokaz ljubezni, ji zarine nož v srce. Carmen izdihne v trenutku, ko iz arene zadoni hrušč ob Escamillovi zmagi. Gledalci, ki jih je bikoborba razvnela, pritečejo iz arene in José pred vsemi prizna: »Jaz sem jo umoril. Ah, Carmen! Moja ljubljena Carmen!«
Vir: Smiljan Samec: Operne zgodbe